# Royaume kidarite
Le royaume kidarite (320-467) est fondé par un vassal des Kouchans de l'actuel Pakistan, nommé Kidara. Puissant, il a destitué l'ancienne dynastie de Kouchan. Même après sa montée sur le trône, il est toujours probablement considéré comme un Kouchan comme l’indiquent les monnaies émises frappées sous son règne qui perpétuent le style kouchan.

## Origine
Les Kidarites (ou Huns rouges), proches des Sassanides, s'installent dans le nord du Pendjab, au sud de l'Hindou Kouch, dans la région de Kaboul-Gandhara, entre 380 et 430.

## Effondrement
Ces résidus de l'Empire kouchan sont finalement balayés au Ve siècle par les invasions des Huns blancs. Cet espace débordait largement du Gandhara.
Leur puissance s'effondre à la suite des attaques des Huns appelés alkhon ou alxon (-xon signifiant Hun) sur leur monnaie.
Une partie de cet espace est ensuite occupée par les Turcs bleus ou Göktürks qui créent un vaste empire qui s'étend des actuels Kazakhstan à Mongolie au Nord de la Chine de la dynastie Tang, et ce jusqu'en 740.[réf. souhaitée]

## Les principaux rois kidarites
- Kidara
- Peroz
- Kidara I, vers 420
- Vahran I
- Grumbat
- Kidara II, vers 360 - 380
- Brahmi Buddhatala
- Vahran II
- Goboziko
- Salanavira, milieu du Ve siècle
- Vinayaditya, fin du Ve siècle
- Kandik

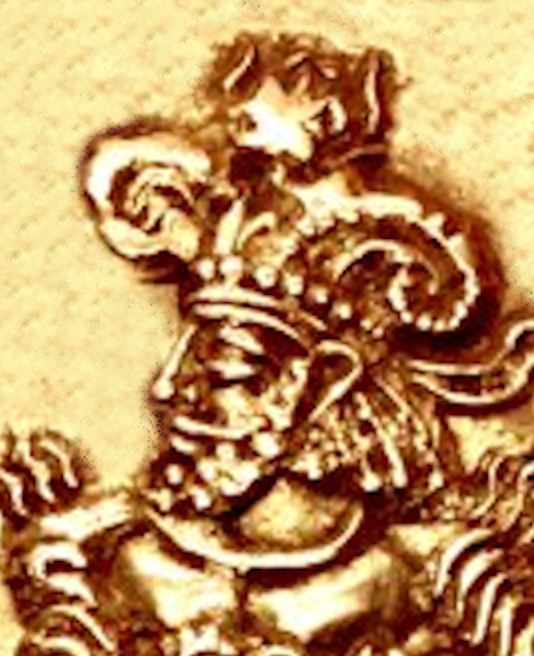
Portrait de Peroz sur la monnaie.
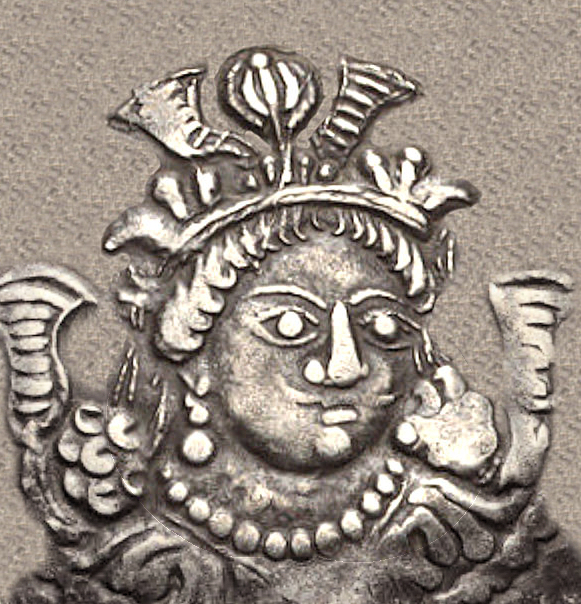
Portrait de Kidara I sur la monnaie.